# Philippe Mauduit
Philippe Mauduit, nacido el 10 de febrero de 1968 en Tours, es un ciclista francés que fue profesional en 1999. Tras su retirada se convirtió en director deportivo haciendo estas funciones actualmente en el conjunto groupama FDJ rider/mauduit-philippe/ |título=PHILIPPE MAUDUIT |fechaacceso=20 de julio de 2018 |urlarchivo=https://web.archive.org/web/20180720135936/http://www.uaeteamemirates.com/rider/mauduit-philippe/ |fechaarchivo=20 de julio de 2018 }}</ref>

## Palmarés
1994
- Tour de Corrèze, más 1 etapa

1997
- Tour de Guadalupe